# Hormersdorf
Hormersdorf è un comune di 1.588 abitanti della Sassonia, in Germania.
Appartiene al circondario (Landkreis) di Erzgebirgskreis (targa ERZ) ed è parte della comunità amministrativa (Verwaltungsgemeinschaft) di Zwönitz-Hormersdorf.